# Enicospilus howdenorum
Enicospilus howdenorum là một loài tò vò trong họ Ichneumonidae.